# Гран-при Мексики
Гран-при Мексики (исп. Gran Premio de Mexico) — один из этапов чемпионата мира по автогонкам в классе Формула-1. Проводился в рамках чемпионата мира в сезонах 1963—1970, 1986—1992, 2015—2019, и как внечемпионатная гонка в 1962. Все восемнадцать официальных Гран-при Формулы-1 прошли на трассе в Мехико. Первоначально она называлась «Магдалена Миксука» — по имени района, в котором находился трек. Позже его переименовали в Autódromo Hermanos Rodríguez («Автодром имени братьев Родригес») в честь мексиканских гонщиков Рикардо и Педро Родригес де ла Вега, погибших во время гонок Формулы-1 в Мексике в 1962 году и в Германии в 1971 году соответственно.
В 2014 году мексиканский этап появился в предварительном календаре Формулы-1, однако он был перенесен на сезон-2015 из-за недостатка времени.
Начиная с сезона 2020 года название Гран-при изменено на Гран-при Мехико чтобы подчеркнуть поддержку, которую оказывает правительство города.

## Победители Гран-при Мексики
Розовым цветом помечен Гран-при, не входивший в чемпионат мира Формулы-1 (тем не менее, эта гонка 1962 года вошла в историю гонок Формулы-1, как последняя с двумя победителями).
Полужирным начертанием выделены гонщики, стартовавшие с поул-позиции.
| Сезон     | #             | Пилот                    | Конструктор        | Трасса        | Отчёт         |
| --------- | ------------- | ------------------------ | ------------------ | ------------- | ------------- |
| 1962      |               | Тревор Тэйлор/Джим Кларк | Lotus-Climax       | Мехико        | Отчёт         |
| 1963      | 1             | Джим Кларк               | Lotus-Climax       | Мехико        | Отчёт         |
| 1964      | 2             | Дэн Герни                | Brabham-Climax     | Мехико        | Отчёт         |
| 1965      | 3             | Ричи Гинтер              | Honda              | Мехико        | Отчёт         |
| 1966      | 4             | Джон Сёртис              | Cooper-Maserati    | Мехико        | Отчёт         |
| 1967      | 5             | Джим Кларк               | Lotus-Ford         | Мехико        | Отчёт         |
| 1968      | 6             | Грэм Хилл                | Lotus-Ford         | Мехико        | Отчёт         |
| 1969      | 7             | Денни Халм               | McLaren-Ford       | Мехико        | Отчёт         |
| 1970      | 8             | Жаки Икс                 | Ferrari            | Мехико        | Отчёт         |
| 1971—1985 | Не проводился | Не проводился            | Не проводился      | Не проводился | Не проводился |
| 1986      | 9             | Герхард Бергер           | Benetton-BMW       | Мехико        | Отчёт         |
| 1987      | 10            | Найджел Мэнселл          | Williams-Honda     | Мехико        | Отчёт         |
| 1988      | 11            | Ален Прост               | McLaren-Honda      | Мехико        | Отчёт         |
| 1989      | 12            | Айртон Сенна             | McLaren-Honda      | Мехико        | Отчёт         |
| 1990      | 13            | Ален Прост               | Ferrari            | Мехико        | Отчёт         |
| 1991      | 14            | Риккардо Патрезе         | Williams-Renault   | Мехико        | Отчёт         |
| 1992      | 15            | Найджел Мэнселл          | Williams-Renault   | Мехико        | Отчёт         |
| 1993—2014 | Не проводился | Не проводился            | Не проводился      | Не проводился | Не проводился |
| 2015      | 16            | Нико Росберг             | Mercedes           | Мехико        | Отчёт         |
| 2016      | 17            | Льюис Хэмилтон           | Mercedes           | Мехико        | Отчёт         |
| 2017      | 18            | Макс Ферстаппен          | Red Bull-TAG Heuer | Мехико        | Отчёт         |
| 2018      | 19            | Макс Ферстаппен          | Red Bull-TAG Heuer | Мехико        | Отчёт         |
| 2019      | 20            | Льюис Хэмилтон           | Mercedes           | Мехико        | Отчёт         |

## Погибшие гонщики
- 1962 — Рикардо Родригес де ла Вега